# ADS 9456 AB
ADS 9456 AB — двойная звезда в созвездии Весов.
Первый компонент (18 Весов (лат. 18 Librae), HD 132345) — звезда на расстоянии приблизительно 355 световых лет (около 109 парсеков) от Солнца. Видимая звёздная величина звезды — +5,857m.
Второй компонент (ADS 9456 B) — звезда на расстоянии приблизительно 364 световых лет (около 112 парсеков) от Солнца. Видимая звёздная величина звезды — +9,74m.

## Характеристики
Первый компонент — оранжевый гигант спектрального класса K3IIICN2 или K2III. Радиус — около 10,32 солнечных, светимость — около 62 солнечных. Эффективная температура — около 4484 К.
Второй компонент — жёлтый карлик спектрального класса G8V.